# アストリア・ブールバード駅
アストリア・ブールバード駅（Astoria Boulevard）はニューヨーク市地下鉄BMTアストリア線の急行停車駅で、クイーンズ区アストリアの31丁目とアストリア・ブールバードの交差点にある。N系統が終日、W系統が平日に停車する。

## 歴史
この高架駅は1917年2月1日に開業し、当初はアストリア線のほかの駅と同様にIRTとBRT (後のBMT) の共同運行だった。
1998年5月1日の朝、駅の下で動いていたバックホー（ニューヨー市中継関連の仕事をしていない）がメザニンを打ち、3つのサポートビームを取り除きながら4つ以上のダメージを与え、床に大きな穴を開ける事件があった。負傷はなかったが、列車は減速して通過した。清掃作業はすぐに開始され、正午までに低速の制限が解除された。午後3時までに、一時的な措置として木製の床が設置された。最初の対応から8時間も経たないうちに、駅は通常営業に戻った。床の修理は深夜に行われた。
当駅はADA対応工事を行うため、2019年3月17日より営業休止となった。その後、2019年12月18日に営業再開した。また、改札内外に2基ずつエレベーターが設置されるが、稼働開始は2020年となった。

## 駅構造
| P ホーム階 | 南行緩行線                                 | ← コニー・アイランド-スティルウェル・アベニュー駅行き (30番街駅) ← ホワイトホール・ストリート駅行き (30番街駅) |
| P ホーム階 | 島式ホーム、到着番線に応じた側の扉が開く。 | |
| P ホーム階 | 混雑方向急行線                             | ← 定期列車設定なし (南行：クイーンズボロ・プラザ駅/北行：アストリア-ディトマース・ブールバード駅)              |
| P ホーム階 | 島式ホーム、到着番線に応じた側の扉が開く。 | |
| P ホーム階 | 北行緩行線                                 | → アストリア-ディトマース・ブールバード駅行き (終点) →                                                         |
| M          | 改札階                                     | 改札口、駅員詰所、メトロカード自動券売機                                                                       |
| G          | 地上階                                     | 出入口 |

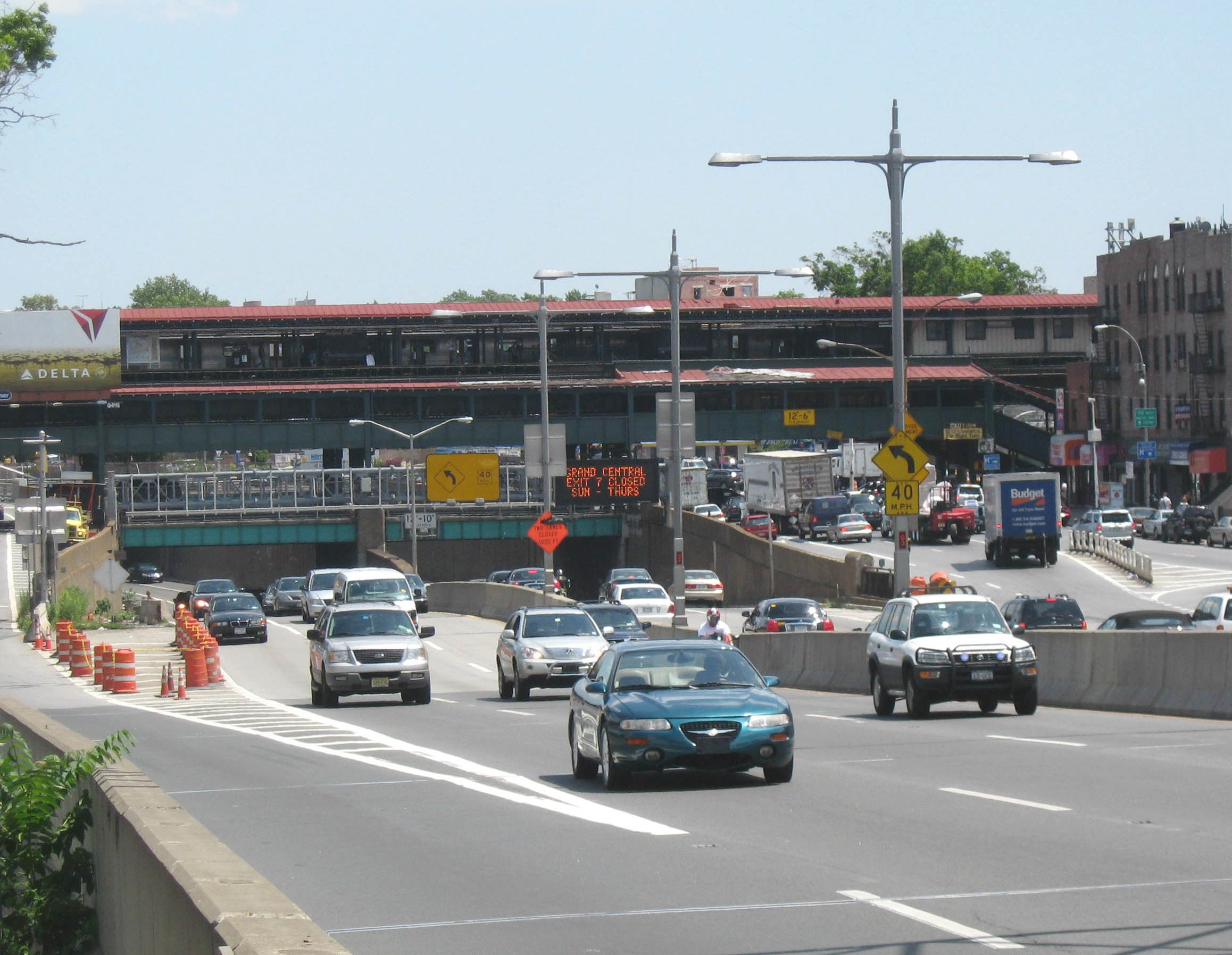
駅をトライボロー橋から見る

当駅は島式ホーム2面3線の駅である。2002年以降、中央の急行線は使用されていない。
当駅の屋根やメザニンは木造である。

### 出入口

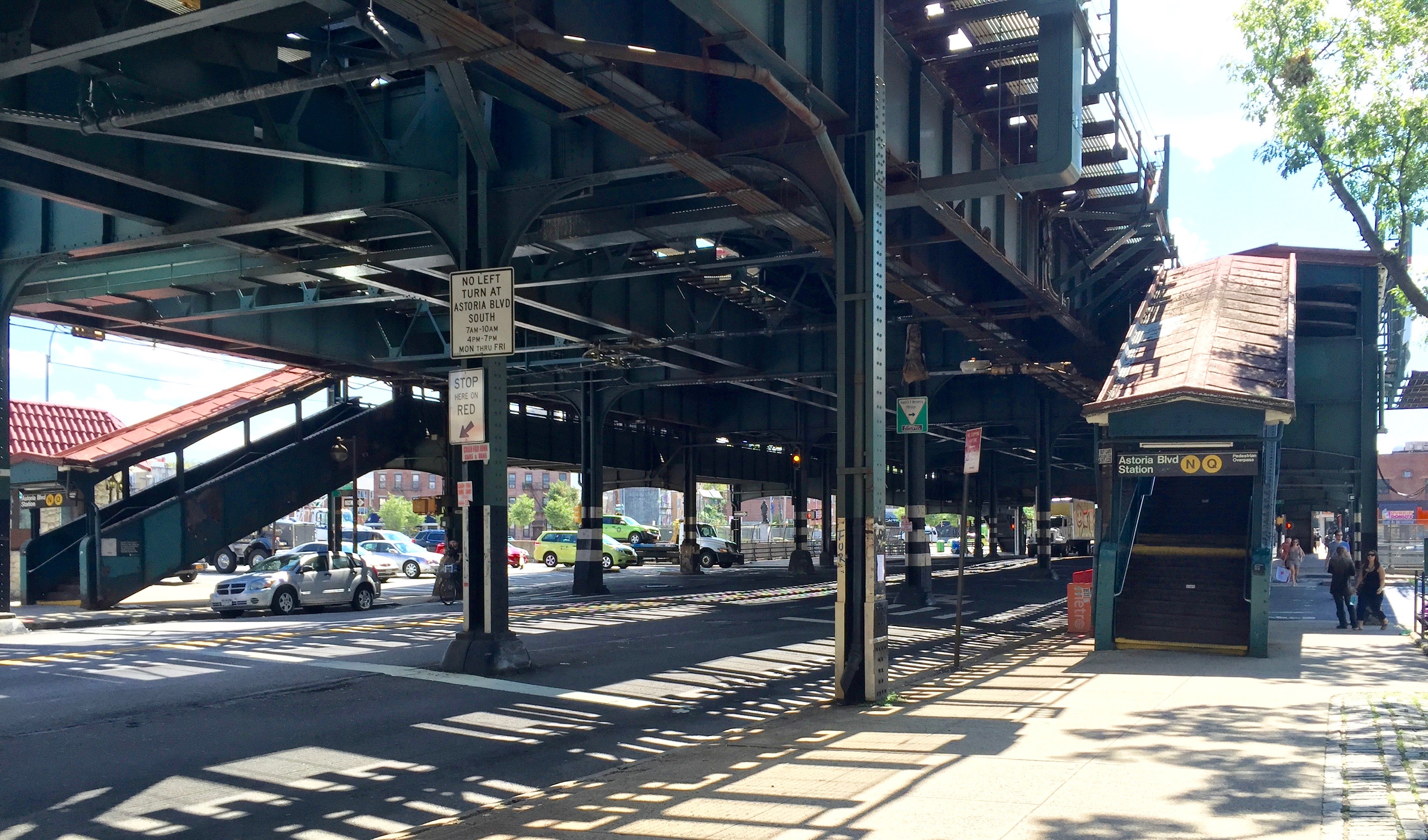
アストリア・ブールバードの北側の出入口(Q系統がW系統に変わる前)

アストリア・ブールバードに面する出口は一切なく、ホイト・アベニューと31丁目の交差点4つ角に1か所ずつ設置されている。